# Giovanni Battista Altieri (1673-1740)
Giovanni Battista Altieri (Roma, 3 agosto 1673 – Roma, 12 marzo 1740) è stato un cardinale e arcivescovo cattolico italiano.

## Biografia
Nacque il 3 agosto 1673 a Roma, figlio di Gaspare Altieri, I principe di Oriolo e di sua moglie, Laura Caterina Altieri, nipote di papa Clemente X. Era fratello minore del cardinale Lorenzo Altieri.
Conseguì il dottorato in utroque iure presso l'Università La Sapienza il 22 marzo 1703.
Partecipò al conclave del 1730 che elesse Clemente XII e a quello del 1740 che elesse Benedetto XIV.
Morì il 12 marzo 1740 per un colpo apoplettico durante il conclave del 1740. Venne esposto e sepolto nella basilica di Santa Maria sopra Minerva.

## Genealogia episcopale e successione apostolica
La genealogia episcopale è:
- Cardinale Scipione Rebiba
- Cardinale Giulio Antonio Santori
- Cardinale Girolamo Bernerio, O.P.
- Arcivescovo Galeazzo Sanvitale
- Cardinale Ludovico Ludovisi
- Cardinale Luigi Caetani
- Cardinale Ulderico Carpegna
- Cardinale Paluzzo Paluzzi Altieri degli Albertoni
- Papa Benedetto XIII
- Cardinale Giovanni Battista Altieri

La successione apostolica è:
- Arcivescovo Nicolò Carmine Falcone (1733)
- Arcivescovo Francesco Rivera (1733)

## Albero genealogico
|                                                          |                |                                                | Genitori                                                |  |  | Nonni |  |  | Bisnonni                                 |  |  | Trisnonni                                   |  |
|                                                          |                |                                                |                                                         |  |  |       |  |  | Antonio Albertoni, II marchese di Rasina |  |  | Baldassarre Albertoni, I marchese di Rasina |  |
|                                                          |                |                                                |                                                         |  |  |       |  |  | Antonio Albertoni, II marchese di Rasina |  |  | Baldassarre Albertoni, I marchese di Rasina |  |
|                                                          |                | Clarice Bonfilioli                             |                                                         |  |  |       |  |  | Antonio Albertoni, II marchese di Rasina |  |  |                                             |  |
| Angelo Paluzzi Albertoni Altieri, III marchese di Rasina |                |                                                |                                                         |  |  |       |  |  | Antonio Albertoni, II marchese di Rasina |  |  |                                             |  |
|                                                          |                | Laura di Carpegna                              | Orazio II di Carpegna, conte di Carpegna e di Scavolino |  |  |       |  |  |                                          |  |  |                                             |  |
|                                                          |                | Laura di Carpegna                              | Orazio II di Carpegna, conte di Carpegna e di Scavolino |  |  |       |  |  |                                          |  |  |                                             |  |
|                                                          |                | Laura di Carpegna                              | Laura Passionei                                         |  |  |       |  |  |                                          |  |  |                                             |  |
| Gaspare Altieri, I principe di Oriolo                    |                | Laura di Carpegna                              |                                                         |  |  |       |  |  |                                          |  |  |                                             |  |
|                                                          |                | …                                              | …                                                       |  |  |       |  |  |                                          |  |  |                                             |  |
|                                                          |                | …                                              | …                                                       |  |  |       |  |  |                                          |  |  |                                             |  |
|                                                          |                | …                                              | …                                                       |  |  |       |  |  |                                          |  |  |                                             |  |
| Vittoria Parabiacca                                      |                | …                                              |                                                         |  |  |       |  |  |                                          |  |  |                                             |  |
|                                                          |                | …                                              | …                                                       |  |  |       |  |  |                                          |  |  |                                             |  |
|                                                          |                | …                                              | …                                                       |  |  |       |  |  |                                          |  |  |                                             |  |
|                                                          |                | …                                              | …                                                       |  |  |       |  |  |                                          |  |  |                                             |  |
| Giovanni Battista Altieri                                |                | …                                              |                                                         |  |  |       |  |  |                                          |  |  |                                             |  |
|                                                          | Orazio Altieri | Girolamo Altieri                               |                                                         |  |  |       |  |  |                                          |  |  |                                             |  |
|                                                          | Orazio Altieri | Girolamo Altieri                               |                                                         |  |  |       |  |  |                                          |  |  |                                             |  |
|                                                          | Orazio Altieri | Ersilia Capranica                              |                                                         |  |  |       |  |  |                                          |  |  |                                             |  |
| Antonio Maria Altieri                                    | Orazio Altieri |                                                |                                                         |  |  |       |  |  |                                          |  |  |                                             |  |
|                                                          |                | Anne du Blioul                                 | Laurent du Blioul                                       |  |  |       |  |  |                                          |  |  |                                             |  |
|                                                          |                | Anne du Blioul                                 | Laurent du Blioul                                       |  |  |       |  |  |                                          |  |  |                                             |  |
|                                                          |                | Anne du Blioul                                 | …                                                       |  |  |       |  |  |                                          |  |  |                                             |  |
| Laura Caterina Altieri                                   |                | Anne du Blioul                                 |                                                         |  |  |       |  |  |                                          |  |  |                                             |  |
|                                                          |                | Francesco Maria di Carpegna, conte di Carpegna | Orazio II di Carpegna, conte di Carpegna e Scavolino    |  |  |       |  |  |                                          |  |  |                                             |  |
|                                                          |                | Francesco Maria di Carpegna, conte di Carpegna | Orazio II di Carpegna, conte di Carpegna e Scavolino    |  |  |       |  |  |                                          |  |  |                                             |  |
|                                                          |                | Francesco Maria di Carpegna, conte di Carpegna | Camilla Passionei                                       |  |  |       |  |  |                                          |  |  |                                             |  |
| Maria Virginia di Carpegna                               |                | Francesco Maria di Carpegna, conte di Carpegna |                                                         |  |  |       |  |  |                                          |  |  |                                             |  |
|                                                          |                | Marzia Spada di Collescipoli                   | …                                                       |  |  |       |  |  |                                          |  |  |                                             |  |
|                                                          |                | Marzia Spada di Collescipoli                   | …                                                       |  |  |       |  |  |                                          |  |  |                                             |  |
|                                                          |                | Marzia Spada di Collescipoli                   | …                                                       |  |  |       |  |  |                                          |  |  |                                             |  |
|                                                          |                | Marzia Spada di Collescipoli                   |                                                         |  |  |       |  |  |                                          |  |  |                                             |  |